# アムステルダム博物館
アムステルダム博物館(Amsterdam Museum)は、2010年まではアムステルダム歴史博物館として知られていたもので、アムステルダムを拠点として、街の過去と現在をテーマにしている。主要な箇所の改修のため、博物館は一時的にアムステル川沿いのアムステルホフの建物に仮入居している。ここは、エルミタージュ博物館アムステルダム別館とファン・デ・ゲースト博物館の附属施設になっている。

## 歴史
この博物館は、1926年にアムステルダムの15世紀の市の城門のひとつであったワーグに開館した。
1975年に、昔の修道院に移転した。ここは、元々の修道院を1581年以降、アムステルダム市立孤児院として利用してきたものである。建物はヘンドリックと息子のペーテル・デ・カイザーによって拡張され、 1634 年にヤコブ・ファン・カンペンによって再建された。市立孤児院は 1960 年までこの建物で運営されていた。`

## 所蔵品
博物館には、中世から現代までのアムステルダムの歴史に関連するさまざまなアイテムが展示されている。
市立孤児院のオリジナルな調度品の数々、アムステルダムのかつてのアムステルダム男性懲治場（オランダ語版）（オランダ語:Rasphuis)に関連した囚人がブラジルウッドを削って赤の染料の材料になるおがくずを作らされていた作業に関係する工具なども展示されている。、
2011 年の時点で、博物館はさまざまな建物や保管場所に保管されている 70,000 点の所蔵品を管理している。
そのうち約 25,000点が撮影され、オンラインで公開されている。2011 年 1 月 15 日の名前の変更 (博物館の正式名称から「歴史的」という言葉を削除) とウィキペディアの 10 周年を記念して、博物館はウィキペディアに、所蔵品の高画質のデジタル画像の公開を記念するオンラインの写真コレクションの入った USB スティックを「贈呈した」。これらには既に著作権のない二次画像だけでなく、三次元アートのセット写真も含まれている。
博物館には、絵画 (レンブラントの『デイマン博士の解剖学講義』など)、模型、考古学的発見品、写真などの他に、遊べるカリヨン、Witkar (1960 年代の環境に優しい乗り物)、カフェ・マンチェ(Café 't Mandje、アムステルダムで最古といわれるゲイバー、売春婦、売春斡旋業者、船員、レズビアンの女性が集まった歓楽街にある)の再現ルームなどの珍しいアイテムも展示されている。

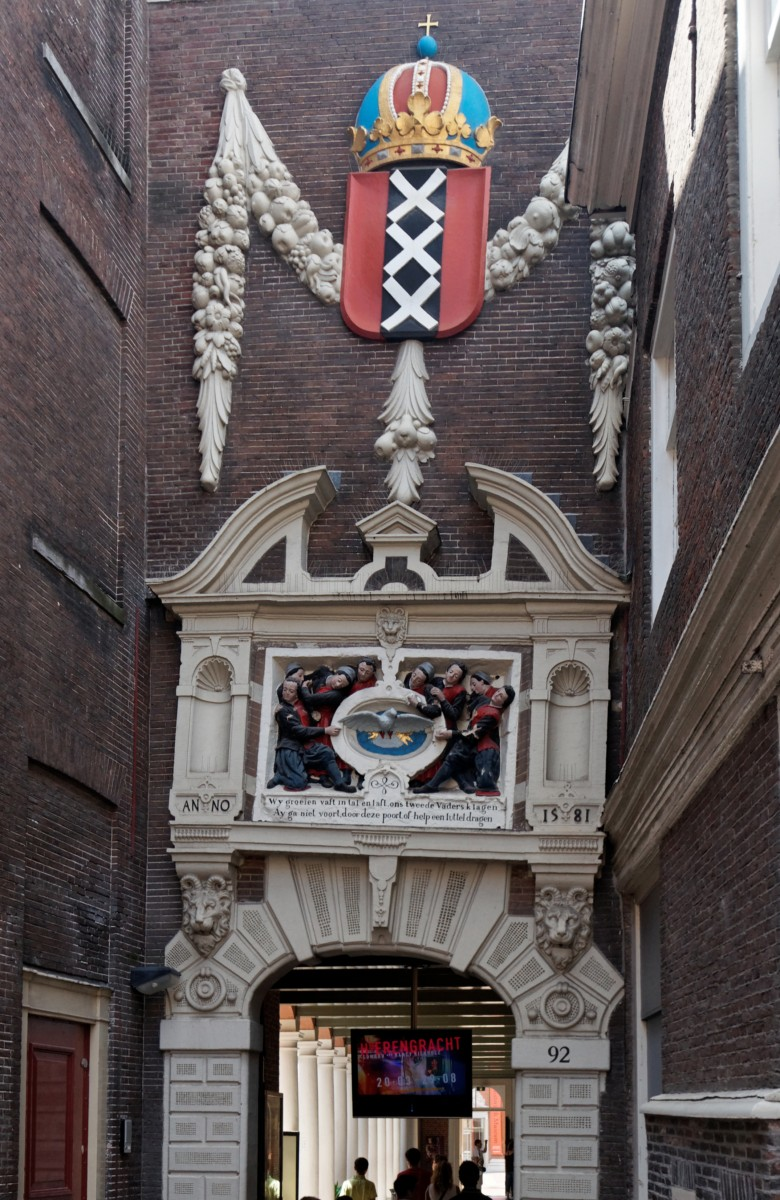
アムステルダム博物館入り口、その上に市の紋章
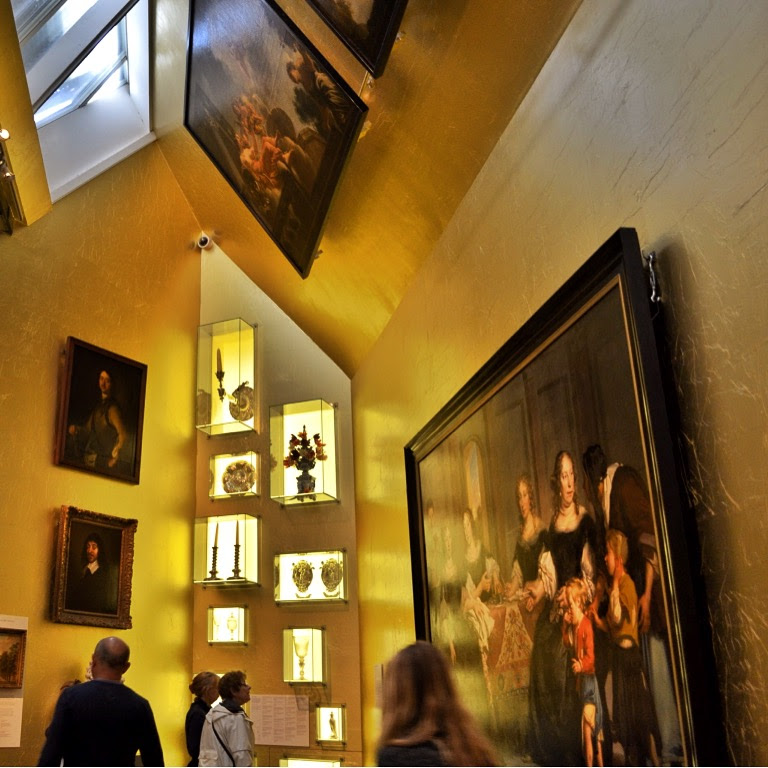
アムステルダム博物館の近代的なギャラリーの 1 つ。